# Andrejová
Andrejová (in ungherese Endrevágása, in tedesco Endersau, in ruteno Andryjova)  è un comune della Slovacchia facente parte del distretto di Bardejov, nella regione di Prešov.

## Storia
Il villaggio viene citato per la prima volta nel 1355 come feudo della Signoria di Smilno e luogo in cui veniva applicato il diritto germanico. Successivamente passò alla Signoria di Makovica. Rimasto spopolato a causa delle rivolte e delle guerre che insanguinarono la regione nel XV secolo, venne ripopolato da coloni ruteni.
Il villaggio deriva il suo nome da quello del cavaliere Andreas, che lo fondò.